# Поручик Ржевский
Пору́чик Дми́трий Ива́нович Рже́вский — популярный в СССР, затем в России и других странах СНГ литературный, кинематографический, театральный, юмористический и фольклорный персонаж. Первоначально — герой пьесы в двух частях Александра Гладкова «Давным-давно» (1940). Широкую известность в СССР получил благодаря комедии Эльдара Рязанова «Гусарская баллада» (1962), снятой по пьесе Гладкова. В фильме Рязанова поручика играл Юрий Яковлев.
Также является героем цикла анекдотов, обычно фривольных — на сексуальную, алкогольную, азартную и «каламбурную» тематику; собирательный образ гусара с вульгарными замашками в аристократической среде.

## Характеристика персонажа
Потомственный дворянин. По словам его создателя Александра Гладкова, его характер «весь вышел» из одного стихотворения Дениса Давыдова 1818 года — «Решительный вечер».
В первоисточнике — пьесе — обладает как отрицательными (склонность к выпивке, хвастовство, брань), нейтральными (умение танцевать), так и положительными качествами: храбрость, ловкость, доверчивость, прямодушие, откровенность, умение обращаться с оружием, любовь к Родине, нелюбовь к «свету», надёжность, верность долгу, слову и друзьям.
По пьесе и фильму Ржевский реальным бабником не является (хоть два раза хвастается успехом у женщин), однако именно «сексуальная» тема является основной составляющей в поздних анекдотах, скетчах и фильмах про поручика. Поручик в современном (1960-х — 2010-х годов) русском фольклоре является «брутальным» альфа-самцом, малообразованным ловеласом, от напора которого женщины теряются.
Сыгравший его Юрий Яковлев считал, что «поручик Ржевский стал как бы реальным лицом — о нём есть анекдоты, как о Чапаеве, а недавно в Ржеве даже решили поставить ему памятник».

## Воинская служба
Поручик — потомственный военный, племянник бригадира (командующего бригадой) Ржевского.
В «классических» произведениях (пьесе и фильме) место службы поручика Ржевского прямо не называется. В пьесе А. Гладкова командир партизанского отряда Давыд Васильев говорит, обращаясь к Ржевскому: «Драчливость, брат, твоя вошла в пословицу давно в полку Ахтырском». Данная фраза может означать как то, что Ржевский ранее служил в Ахтырском полку, так и то, что сам подполковник Денис Давыдов, прототип Давыда Васильева, действительно в 1812 году служил в Ахтырском полку.
В фильме «Гусарская баллада» поручик в мундире Мариупольского гусарского полка, а не Лубенского, Сумского либо Павлоградского, как говорится в некоторых источниках — о чём говорит расцветка ташки (темно-синяя, обклад либо приборный цвет жёлтый), в случае же его службы в Лубенском полку ташка синяя, обклад белый. В Мариупольском полку с января 1808 по апрель 1811 года под именем корнета Александра Андреевича Александрова на самом деле служила «кавалерист-девица» Надежда Андреевна Дурова. Таким образом, служба поручика в фильме в Мариупольском полку не вызывает сомнений.
В фильме «Подлинная история поручика Ржевского» (2005) отставной поручик также в сине-жёлтом мундире Мариупольского гусарского полка.
В фильме «Ржевский против Наполеона» (2012) поручик в красной форме Лейб-гвардии Гусарского полка.
Современный автор Дм. Репин в произведении «Поручик Ржевский. Гусарская поэма» (2002) также указывает местом службы Ржевского Гусарский лейб-гвардии полк (ярко-красные мундиры, в этом полку также служил Д. Давыдов с июля 1806 по февраль 1807 года).
В различных юмористических инсценировках, не имеющих ничего общего с историей, военная форма поручика обычно фантастическая — такая, какая есть в реквизите под рукой. Так, Гарик Харламов в передаче «Какие наши годы» одет в голубой гусарский мундир цвета Гродненского полка с жёлтым обкладом Мариупольского полка. В двух передачах «Городок» Ржевский в фантастической форме Лейб-гвардии Гусарского полка с красными и белыми чикчирами, в третьей — в странной жёлто-блакитной раздельной форме цветов Мариупольского полка, в четвёртой — вообще в гусарской форме цвета хаки.
Другой персонаж пьесы Гладкова, Шура Азарова, использует зелёный мундир Павлоградского гусарского полка (Ржевский говорит, обращаясь к ней: - Мундир на вас я вижу Павлоградский), однако в фильме носит светло-серый мундир Сумского гусарского полка, что, вероятно, послужило причиной причисления самого поручика Ржевского к этому полку; — в Павлограде даже был сооружён в 2006 году ему памятник.
Сам Ржевский в пьесе говорит: - По мне милее голубого нет!, а цвет павлоградского мундира не голубой, а зелёный. В Павлоградском полку служил и другой вымышленный персонаж, но уже Льва Толстого — Николай Ростов, брат Наташи Ростовой, которая обычно присутствует в анекдотах про Ржевского вместе с другими персонажами романа «Война и мир», по которому в 1967 году вышел фильм Сергея Бондарчука. Поскольку те и другие персонажи — современники, они переплелись в фольклоре.
В стихотворении Николая Асеева «Синие гусары», в частности, говорится об их участии в «Южном обществе» заговорщиков (1821—1825), которое располагалось в Малороссии. Синими гусарами были Мариупольский, в котором по фильму служил Ржевский, и Лубенский гусарские полки, там дислоцировавшиеся.
Единственным гусарским полком Российской Империи, где в 1812 году носили частично голубую военную форму, был отличившийся в Отечественной войне Гродненский гусарский полк, прозванный в русской армии за этот цвет «голубыми гусарами». Основной же цвет обмундирования Лубенского полка — синий, Мариупольского — тёмно-синий.

## Образ поручика в театре
Дмитрий Ржевский — главный персонаж:
- пьесы «Давным-давно» (первоначально называвшейся «Питомцы славы», первая постановка — Ленинградский театр Николая Акимова, 1941);
- производной от неё «Вперёд, гусары!» (Ростовский молодёжный театр, 2010)[28];
- самостоятельной пьесы «Честь имею, поручик Ржевский» (Киевский театр сатиры, 2000-е годы);
- балета Тихона Хренникова «Гусарская баллада» (первая постановка — Кировский театр, 1979);
- водевиля-оперетты «Подлинная история поручика Ржевского» композитора Владимира Баскина, либретто Олега Солода и Андрея Максимкова, стихи Игоря Бедных (Магаданский музыкальный театр, 2011)[29]., поставлен в театрах Минска, Хабаровска, Волгограда, Нижнего Новгорода, Иркутска, Иваново, Саранска.

Поручика на драматической сцене играли:
- Андрей Богданов
- Геннадий Гущин
- Владимир Зельдин
- Владимир Кулаков
- Вячеслав Разбегаев
- Василий Усольцев
- Сергей Федюшкин
- Владимир Шевяков
- Павел Цитринель

и многие другие.
Партию Ржевского на балетной сцене исполняли:
- Вадим Гуляев
- Юрий Гумба
- Николай Ковмир
- Юрий Владимиров
- Виктор Барыкин
- Николай Дорохов
- Геннадий Акачёнок

и другие.

## Фильмография
Художественные фильмы
- «Гусарская баллада» (кинокомедия, СССР, 1962) — Юрий Яковлев.
- «Подлинная история поручика Ржевского» (комедийный сериал из 8 серий, Россия, 2005) — Александр Баргман.
- «Ржевский против Наполеона» (кинокомедия, Россия, 2012) — Павел Деревянко.

Телевидение
Образ поручика Ржевского неоднократно инсценировался и пародировался в различных телевизионных передачах.
- «Какие наши годы!» (телепередача, 2011) — Гарик Харламов[17][30].
- Городок (передача) (1993—2012) — Илья Олейников[18][20][21] и Юрий Стоянов[19].

## Фольклор
Анекдоты о Ржевском появились в СССР после выхода на экран фильма «Гусарская баллада» (1962) и получили широкое распространение к 1980-м годам. Ржевский — один из трёх самых популярных героев анекдотов в СССР/России, пришедших из кинематографа; остальные — Чапаев и Штирлиц. Всего известно более четырёхсот «классических» анекдотов на данную тему. Чаще всего в анекдотах, кроме самого поручика Ржевского, действуют его сослуживцы-гусары, Наташа Ростова и корнет Оболенский из XX века.
В Павлоградском гусарском полку, кроме корнета Азарова (Шурочки Азаровой), служил ещё один вымышленный персонаж анекдотов о поручике — только Льва Толстого — Николай Ростов, брат Наташи Ростовой, которая часто присутствует в анекдотах про Ржевского вместе с другими персонажами романа «Война и мир», по которому через 5 лет после «Гусарской баллады» вышел фильм «Война и мир». Те и другие литературные персонажи — современники (1812) и легко переплелись в фольклоре.
Также в анекдотах могут присутствовать реальные и вымышленные современники поручика — А. С. Пушкин, который либо выступает советчиком Ржевского, либо сочиняет стихи, каламбуры и т. д., которые Ржевский перевирает. Встречаются также различные герои романа «Война и мир» — кроме вышеперечисленных, князь Андрей Болконский, Пьер Безухов и даже сам автор Лев Толстой; денщик Ржевского Митька; а также персонажи Гражданской войны в России XX века — его «сослуживцы» из романса М. Звездинского — корнет Оболенский и поручик Голицын.
Имя поручика Ржевского стало нарицательным для обозначения похабщины и так используется в различных русскоязычных СМИ.
Некоторые авторы считают не все анекдоты про поручика непристойными. Пример не похабного анекдота о персонаже Павла Басинского:
Прекрасное солнечное утро. Ржевский вышел на крыльцо — румяный, молодцеватый — и аж крякнул от удовольствия. Прыгнул в седло, проскакал версту, только пыль столбом. Вдруг остановился, посмотрел вниз и хлопнул себя по лбу: «Ё-моё! А лошадь-то где?» И поскакал обратно.
Анекдоты о Ржевском писали и рассказывали Геннадий Хазанов, Зиновий Высоковский, Роман Трахтенберг и другие юмористы.
Анекдоты о поручике Ржевском используются как примеры на психологических тренингах и семинарах в энциклопедии маркетинга.
В России и СНГ с конца 1980-х годов было издано множество сборников анекдотов о поручике Ржевском (в издательствах «Лана», «Эксмо-пресс» и др.) В гораздо бо́льшем количестве сборников анекдотов и в других книгах существуют разделы, посвящённые поручику.
Одно из соревнований спортивного «Что? Где? Когда?» называется «Кубок Ржевского»: в нём знатоки отвечают на фривольные, эротические, скатологические вопросы — в русле интересов анекдотического поручика[значимость факта?].

## Образ поручика в живописи
- В. Овчинников. Поручик Ржевский (картина, 1979)[47].

## Скульптура

Памятник поручику Ржевскому в Адлере

- В Павлограде в 2000-х годах был открыт памятник поручику Ржевскому[48], хотя в Павлоградском гусарском полку служил не он, а, согласно пьесе «Давным-давно», Шура Азарова. Автор памятника поручику — Владимир Жбанов. Памятник был изготовлен в Беларуси.
- В Долгопрудном на площади Собина в 2012 году был установлен памятник поручику[49].
- В Адлерском районе Сочи в 2016 году появился памятник поручику Ржевскому около одноимённого Арт-отеля[50].
- В Ржеве предполагается установить памятник поручику Ржевскому[6].

## Персонаж в играх
- Приключения поручика Ржевского[51] (игра-квест, Buka Entertainment, 2000).
- Поручик Ржевский (аркадная java-игра, 2010).
- Таня Гроттер и магический контрабас.

## Музыка
- В России[где?] в конце 1990-х годов была создана музыкальная группа «Поручикъ Ржевский». Дебютный альбом назывался «Голубые гусары» (1999)[52].
- В России[где?] в 2004 году была создана музыкальная группа «Поручик Ржевский»,[53] получившая скандальную известность[54] из-за двусмысленных текстов. Дебютный альбом назывался «Ночь_и_бал» (2006)[55]. Состав инструментов «под народные»: баян, гусли, балалайка, гитара, духовые, ударные. Вокал: «Поручик Ржевский» (выступает в гусарской форме поручика), «Наташа Ростова», «Анка Пулемётчица».
- Песня Александра О’Карпова «Марш поручика Ржевского»[56].

## Продакт-плейсмент

Кафе «Поручик Ржевский» во Ржеве

- В городе Ржеве, от названия которого произошла фамилия поручика, на Ржевском пивоваренном заводе (ОАО Ржевпиво) с середины 1990-х годов выпускается пиво «Поручик Ржевский»[57] следующих сортов: светлое, жигулёвское, премиум.
- В Москве (Ордынский тупик, 4)[58], Санкт-Петербурге (ул. Ломоносова, 6)[59], Киеве (Столичное шоссе, 275)[60] находятся рестораны «Поручик Ржевский», оформленные в стиле 19 века. Названы в честь вымышленного поручика Ржевского[61]. Во Ржеве также имеется одноимённое кафе (ул. Марата, 50).
- В России в 2000-х годах выпущены портянки «Поручик Ржевский» в подарочной упаковке[62].

## Избирательная кампания 2012 года
Избирательная комиссия Тульской области в январе 2012 года выступила с инициативой присвоить к выборам Президента России 2012 года избирательному участку в Венёве имя поручика Ржевского, поскольку члены дворянского рода Ржевских проживали в Венёвском уезде.